# Big Light
Big Light war eine deutsche Popband, die vor allem Mitte der 1990er Jahre Erfolge feierte. Ihr größter Hit war Trouble Is vom 1994er Album Pop2000. Die Single erreichte Platz 70 der deutschen Charts, Platz 11 in den französischen Dance-Charts sowie Chart-Platzierungen in Griechenland und Dänemark.

## Bandgeschichte
Die Band ging aus der Berliner Band The Lads, in der bereits die beiden Gitarristen Sven Haeusler (Bruder von Johnny Haeusler) und Pete spielten, hervor. Der Bandname geht auf das Lied The Big Light von Elvis Costello zurück. Anfangs sang der Gitarrist Sven Haeusler, der spätere Sänger Karl „Karlo“ Hackenberger spielte Schlagzeug. Bereits nach kurzer Zeit wechselte Hackenberger zum Gesang und ein neuer Schlagzeuger wurde gefunden, der die Band aber bereits vor Erscheinen der ersten, nur auf Vinyl erschienenen Mini-LP The Big Light wieder verließ. Bei den Aufnahmen spielte Andreas Perzborn von der Berliner Band Plan B, mit deren  Bandmitgliedern Big Light nicht nur freundschaftlich, sondern teilweise auch verwandtschaftlich verbunden war, als Gastschlagzeuger. Bei Erscheinen der Mini-LP war bereits der neue Schlagzeuger Robert „Robs“ Feigel, der später bei der Band The Jeremy Days spielte, gefunden. Nachdem Gitarrist Pete ausgestiegen war, wurde das Line-up noch durch den Keyboarder Christian „Trainer“ Mathis ergänzt. Bassist Alexander Möbius war von 1976 bis 1982 Bassist bei The Teens.
Nachdem Big Light in den frühen Jahren noch stark gitarrenorientiert war und sich an Bands und Künstlern wie The Clash oder David Bowie orientierte, entdeckte die Gruppe bald die Möglichkeiten, die sich durch Samples, Keyboards etc. ergaben, so dass sich die Musik zu tanzbarer und produktionstechnisch hochwertiger Popmusik weiterentwickelte.
1995 war Big Light Vorgruppe von Wet Wet Wet auf deren Europa-Tournee.
Nach der Auflösung arbeitete Sven Haeusler als Produzent (z. B. für die Lemonbabies) und Musiker (mit Karlo Hackenberger, z. B. bei Cam-Era). Hackenberger arbeitet als Synchronsprecher und ist ebenfalls weiterhin als Musiker aktiv (u. a. mit der Band Koy und mit seinem Ein-Mann-Projekt Die kleinste Band der Welt).

## Diskografie

### Alben
- 1991: The Big Light
- 1993: High Density
- 1994: Pop 2000
- 1996: NowHere
- 1999: Where from Where To? (The Final Collection) (Kompilation)

### Singles und EPs
- 1993: Give It a Break
- 1993: Let’s Start Playing
- 1994: Trouble Is
- 1995: Ain’t Got No Time
- 1995: Come Together
- 1995: Summer Inside
- 1996: One Note Symphony
- 1996: Sister Kiss